# 赫尔曼·巴文克
赫尔曼·巴文克（Herman Bavinck，1854年12月13日—1921年7月29日）是荷兰改革宗的神学家和牧师。他与亚伯拉罕·凯波尔（Abraham Kuyper）和本杰明·华菲尔德（B. B. Warfield）都是加尔文主义传统的重要学者。

## 生平

### 背景
巴文克于1854年12月13日在荷兰的霍赫芬市出生。他的父亲是德国人扬·巴文克（Jan Bavinck, 1826-1909）。扬·巴文克在神学保守并持分离主义立场的荷兰基督教改革宗教会（Christelijke Gereformeerde Kerk in Nederland, CGKN）担任牧师。1873年高中毕业后，巴文克入学坎彭神学院，但在一年之后又转学莱顿接受更多的学术训练。他在学生日记中写道，转学是因为他被在莱顿服侍的牧师Johannes Hendricus Donner的讲道所激励。巴文克师从约翰内斯·舒尔滕（Johannes Scholten）和亚伯拉罕·库嫩（Abraham Kuenen）等重要学者，并于1880年完成了关于慈运理伦理学的论文从莱顿大学毕业。
一年后，巴文克被任命为坎彭神学院的教义学教授。他所在的宗派是由早期正统加尔文主义者从国家改革宗教会（Nederlandse Hervormde Kerk, NHK）分裂出的，这次教会分离被称为“ Afscheiding”（大分离）。之后国家教会又发生了第二次更大的分裂，在亚伯拉罕·凯波尔（Abraham Kuyper）的领导下许多教会离开了国家教会，史称哀恸者（Doleantie：历史上用来指称那些在多特会议之前反对阿民念主义的改革宗牧师）。在巴文克任职期间，他协助了他的宗派与第二次分离出来的教会的合并工作。
分离派与哀恸者派合并为荷兰改革宗教会（Gereformeerde Kerken in Nederland, GKiN）的结果是新教会继承了原先分离派的宗派神学院。巴文克留在坎彭来帮助他的同事和其他人适应这个更大的新教会。当分离派与哀恸者派合并时，有少数分离派教会退出了联盟。他们以基督教改革宗教会（Christelijke Gereformeerde Kerken, CGK）的身分成立了新的宗派，并在阿珀尔多伦（Apeldoorn）建立了自己的神学院。

### 阿姆斯特丹
在这些变动当中，巴文克继续他的讲授，研究，写作和出版，这些工作使他成为出众的正统加尔文主义神学家和牧师。
在亚伯拉罕·凯波尔（Abraham Kuyper）的领导下，新近成立的阿姆斯特丹自由大学（VU）旨在成为以改革宗理念在各个思想领域中做研究的堡垒。自由大学有自己的神学系来训练神职人员。它不同于坎彭神学院，自由大学既独立于政府，也不隶属于任何宗派。但神学仍然是自由大学数十年中的首要关注。因此当巴文克首次被邀请加入自由大学时，他必须考虑在看似如此独立的环境中教授他的神学关切的利弊。他可能觉得与凯波尔在一起任教有些过于拥挤了。
在多次拒绝后，巴文克终于答应了凯波尔的请求。 1902年，他接替凯波尔担任阿姆斯特丹自由大学的神学教授。 凯波尔已经承担了其他的工作，只是想找一个最好的人选来代替自己。巴文克由此搬到了大城市，当时他的第一版多卷本的《 改革宗教义学》已经出版。在他接下来的教学生涯中，他留在了自由大学。 1906年，他成为荷兰皇家艺术与科学学院的会员。 1911年，他被任命为荷兰国会议员。在政府没有提供财政援助的情况下，他协助鼓励改革宗信徒建立自己的基督教学校，直到政府开始资助所有的学校并由此结束了长达80年的“学校战争”。
1908年他访问美国并在普林斯顿神学院的Stone讲座做演讲。
巴文克于1921年7月29日在阿姆斯特丹去世。

### 巴文克和凯波尔
人们不可避免地会将他与他的同侪亚伯拉罕·凯波尔相提并论。巴文克的第一位传记作者J. H. Landwehr谈到两者：“巴文克是亚里士多德主义者，凯波尔则具有柏拉图式的精神。 巴文克思路清晰，凯波尔思想活跃。 巴文克研究历史所传承的； 凯波尔以直觉做推测性的研究。巴文克主要用归纳思维。 凯波尔却主要使用演绎逻辑。” 巴文克和凯波尔思想上的一个重要差异主要是用神学上所谓的“普遍恩典”的教义与“对立（the Antithesis）”的教义之间的对比来表述的。 巴文克强调普遍恩典，而凯波尔（有时非常严格地）强调对立的教义。雅各布·克拉普维克（Jacob Klapwijk）在改革宗哲学的重要著作《将所有的心意夺回》（Captivity Every Thought, 1986）中对这两个立场进行了比较，以此来表明在荷兰改革宗教会（GKiN）和新加尔文主义基督教社会运动中这两种交织又有张力的传统。

## 神学

### 巴文克的启示论
巴文克意识到了施莱尔马赫（Friedrich Schleiermacher）启示教义的主观主义倾向所引起的未解的问题。他非常关注启示论中的客观主义和主观主义的问题，并以自己的方式使用了施莱尔马赫的启示论，将圣经作为其神学工作的客观标准。 巴文克还强调了教会的重要性，教会塑造了基督徒的意识和经验。（来源：Byung Hoon Woo，赫尔曼·巴文克和卡尔·巴特）

## 著作
本部分仅包括英文版本的Bavinck著作（字母顺序）。
- 基督教世界观。由Nathaniel Gray Sutanto，James Eglinton和Cory C. Brock翻译和编辑。惠顿（Wheaton）：Crossway，2019年。 （原作：1904年；英文版从第二版翻译而来）
- 论宗教，科学和社会。由Gerrit Sheeres和Harry Boonstra翻译。约翰·博尔特（John Bolt）编辑。大急流城：贝克学术出版社，2008年。
- 赫尔曼·巴文克（Herman Bavinck）讲道与讲道人。由James P. Eglinton翻译和编辑。皮博迪（Peabody）：亨德里克森（Hendrickson），2017年。
- 太初：创造神学的基础（In the Beginning: Foundations of Creation Theology）。约翰·博尔特（John Bolt）编辑。约翰·弗赖恩德（John Vriend）翻译。大急流城：贝克，1999年。
- 我们合理的信仰。亨利·兹尔斯特拉（Henry Zylstra）翻译。大急流城：埃德曼斯（Eerdmans），1956年。 （原作：1909年）
  - 更新版本： 《神的奇妙工作：根据改革宗认信的基督教信仰指南》（The Wonderful Works of God: Instruction in the Christian Religion according to the Reformed Confession）。亨利·兹尔斯特拉（Henry Zylstra）和纳撒尼尔·格雷·苏坦托（Nathaniel Gray Sutanto）译（前言）。 Glenside：威斯敏斯特神学院出版社，2019年。
  - 中文版：我们合理的信仰，赵中辉，南方出版社，2011（改革宗出版社，2006）
- 改革宗教义学。约翰·博尔特（John Bolt）编辑。约翰·弗赖恩德（John Vriend）翻译。 4卷大急流城：贝克（2003-2008）。 （原文： Gereformeerde Dogmatiek ， [14] 1895-1901年）
  - 卷1个序言
  - 卷2神与创造
  - 卷3罪与救恩
  - 卷4圣灵，教会和新创造
- 改革宗教义学：精缩版一册。约翰·博尔特（John Bolt）编辑。大急流城：贝克学术出版社，2011年。
  - 中文版：改革宗教义学：四卷精缩版，CETS
- 改革宗伦理学。约翰·博尔特（John Bolt）编辑。大急流城（Grand Rapids）：贝克学术出版社（Baker Academic），2019年进行中。
  - 卷1 受造，堕落和悔转的人性
- 被恩典拯救：圣灵在呼召和重生中的工作（Saved By Grace: The Holy Spirit's Work in Calling and Regeneration）。由Nelson D. Kloosterman翻译。由J. Mark Beach编辑。大急流城：宗教改革遗产出版社，2013年。
- 神论（The Doctrine of God）。威廉·亨德里克森（William Hendriksen）翻译和编辑。爱丁堡：真理旗帜，1977年。
- 基督教家庭（The Christian Family）。由Nelson D. Kloosterman翻译。大急流城：基督教图书馆出版社，2012年。 （原作：1908年）
- 末了的事：此世与来世的盼望（The Last Things: Hope for This World and the Next）。约翰·博尔特（John Bolt）编辑。约翰·弗赖恩德（John Vriend）翻译。大急流城：贝克，1996年。
- 启示的哲学：1908-1909年的Stone讲座，普林斯顿神学院。纽约：Longmans，Green和Co.，1909年。
  - 更新版本：启示哲学：新注释版。由Cory Brock和Nathaniel Gray Sutanto编辑。皮博迪（Peabody）：亨德里克森（Hendrickson），2018年。
  - 中文版：启示的哲学，赵刚，四川人民出版社，2014
- 以赞美献上为祭：主餐前后的默想（he Sacrifice of Praise: Meditations Before and After Receiving Access to the Table of the Lord）。由约翰·多芬（John Dolfin）翻译。大急流城：路易斯·克雷格尔（Louis Kregel），1922年。 （原作：1901年）
  - 更新版本：以赞美献上为祭。由卡梅隆·克劳斯（Cameron Clausing）和格雷戈里·帕克（Gregory Parker）翻译和编辑。皮博迪，亨德里克森：2019年。

文章：
- Bavinck, Herman. . The Presbyterian and Reformed Review. 1892, 3 (10): 209–28.
- Bavinck, Herman. . The Presbyterian and Reformed Review. 1894, 5 (17): 1–24.
- Bavinck, Herman. . The Princeton Theological Review. 1910, 8 (3): 433–60.
- Bavinck, Herman.  (PDF). Calvin Theological Journal. 1992, 27 (2): 220–251  [2021-05-25]. （原始内容 (PDF)存档于2021-05-25）.
- Bavinck，Herman. "My Journey to America". Edited by George Harinck. Translated by James Eglinton. Dutch Crossing: Journal of Low Countries Studies. 2017, 41 (2):180–93.

### 脚注
1. 1 2  Eglinton & Bräutigamb 2013，第38頁.
2. 1 2  Brock 2018，第107頁.
3. ↑  Brock 2018，第47頁; Eglinton 2013，第85頁.
4. ↑  Brock 2018，第44頁.
5. ↑  Brock 2018.
6. ↑  Van Engen 2001，第145頁.
7. ↑  Bolt, John. . Escondido, California: Westminster Seminary California. 7 April 2011  [26 December 2020]. （原始内容存档于2021-11-15）.
8. ↑  Brock 2018，第92頁; Engelsma 2012，第56頁.
9. ↑  Eglinton, James. . 由Kloosterman, Nelson翻译. Grand Rapids, Michigan: Bavinck Institute. 12 July 2011  [26 December 2020]. （原始内容存档于2022-03-16）.
10. ↑  Van der Walt 2016，第2頁.
11. ↑  O'Donnell 2011，第71–72頁.
12. ↑  Singh & Mishra 2007，第745頁.
13. ↑  . Royal Netherlands Academy of Arts and Sciences.   [26 July 2015]. （原始内容存档于2021-05-25）.
14. ↑  Herman Bavinck, Gereformeerde Dogmatiek I inhoud （页面存档备份，存于） at www.neocalvinisme.nl

## 资源
- 赫尔曼·巴文克（Herman Bavinck）论律法与福音的区分和讲道（英文）
- 赫尔曼·巴文克思想中的自然法与两个国度（英文）
- 我们合理的信仰（中文翻译） （页面存档备份，存于）
- Bolt, John. . Lewiston: The Edwin Mellen Press. 2013. ISBN 978-0779907045.978-0779907045
- Bolt, John. . Wheaton: Crossway. 2015. ISBN 978-1433540776.978-1433540776
- Eglinton, James P. . London and New York: T&T Clark. 2012  [2 January 2020]. ISBN 978-0567632715. （原始内容存档于2021-05-25）.978-0567632715
- Gleason, Ron. . Phillipsburg: P&R. 2010. ISBN 978-1596380806.978-1596380806
- Woo, B. Hoon. . Korea Reformed Theology. 2015, 48: 38–71  [2021-05-25]. doi:10.34271/krts.2015.48..38. （原始内容存档于2022-04-17）.